# Le Québec, une histoire de famille
Le Québec, une histoire de famille est une série de 102 capsules historiques de 2 minutes, diffusée au Canada sur les ondes du réseau TVA de 2011 à 2014 ainsi que sur LCN et MAtv.

## Concept
Le Québec, une histoire de famille raconte les moments forts de l’histoire du Québec à travers celle de 102 noms de familles. Chacune des capsules retrace l’origine, les lieux marquants, les membres célèbres et les événements importants dans l’Histoire politique, sociale ou économique d'une famille en particulier.
Ces 102 familles possèdent :
- un des patronymes d’origine française les plus répandus du Québec
- un patronyme d’origine anglophone, modifié ou non
- un patronyme d’immigration plus récente
- ou un patronyme autochtone

Le Québec, une histoire de famille poursuit l’objectif de redonner au public le goût de l’histoire à travers des capsules distrayantes, riches en animations et commentées et présentées par des personnalités portant le patronyme de la famille traitée.
Le Québec, une histoire de famille est une production de La Boîte à Histoire, une maison de production cofondée par Marie-France Bazzo et Julie Snyder.

### Saison 1
Les patronymes de la première saison sont les suivants :
Tremblay, N'Guyen, Labelle, Bourassa, Phaneuf, De Lorimier, Blackburn, Leclerc, St-Pierre, Bédard, Desjardins, Perreault, Richard, Viger, Catelli, Morency, Montmorency, Bouchard, Lavoie, Villeneuve, Gagnon, Pelletier, Morin, Bélanger, Fortin, Ouellet(te), Landry, Hébert, Boucher, Roy, Côté, Gosselin, Mercier, Gravel, Lévesque, Murphy, Gauthier, Fabre, Amyot, Anglade, Cadieux, Coutu, Vollant, Gingras, Riopelle, Groulx, Forget, Lemieux, Hart, Cartier, Houde, Lapointe, Dubé.

### Saison 2
Les patronymes de la deuxième saison sont les suivants :
Archambault, Dasilva, Gagné, Arcand, Boulay / Boulet, Beaulieu, Chouinard, Johnson, Maisonneuve, Fournier, Proulx, Dion, Plourde, Fréchette, Noël, Caron, Castonguay, Brown, Leblanc, Ferron, Martin, Paquet(te) / Pasquier, Lemoyne d'Iberville, Vachon, Poulin, Daigneault, Girard, Bergeron, Cohen, Vigneault.

### Saison 3
Les patronymes de la troisième saison sont les suivants :
Poirier, Ouimet(te), Parent, Lefebvre / Lefèvre, Bérubé, Bilodeau, Couture, Picard, Globensky, Delisle, Beaudoin, Garneau, Perron, Laframboise, Nadeau, Prévost / Provost, Savard, Boivin, McDonald / MacDonald, Thibault.

### Saison 4[4]
Les patronymes de la quatrième saison sont les suivants :
Léger, Robitaille, Cormier, Lachance, Michaud, Plante, Martel, Lauzon.

## Personnalités
Chaque capsule est présentée par de nombreuses personnalités associées au patronyme traité. Dès la première capsule, consacrée aux familles Tremblay, patronyme le plus répandu au Québec, on pouvait notamment voir : Guylaine Tremblay, Michel Tremblay, Réjean Tremblay ou le maire Gérald Tremblay. Michel Barrette, célèbre notamment pour son personnage de Hi ! Ha! Tremblay, assurait la narration de la capsule.
Ce sont ainsi près de 150 personnalités qui ont participé à l’aventure Le Québec, une histoire de famille.

## Récompenses
Prix Gémeaux 2012 du Meilleur habillage graphique : toutes catégories remis à Jean-Sébastien Lavoie et l’équipe d’El Toro pour l’animation graphique de la série.

## Volet Web
Le Québec, une histoire de famille, c’est aussi une importante présence sur le Web grâce, notamment, à un site Internet officiel présentant non seulement, et sans limitation, les 102 capsules historiques produites ainsi que de très nombreux bonus vidéos, photos et articles permettant de prolonger l’expérience et d’approfondir son savoir en histoire du Québec. L’arbre généalogique de nombreuses stars et personnalités du Québec sont également proposées dans la section « Arbre des stars ». Une ligne du temps permet aussi de parcourir les 400 ans d’histoire du Québec de façon interactive, concise et illustrée.
Le site internet officiel propose aussi une communauté très active et riche de plus de 4 000 fiches familles et 70 000 membres inscrits. Créées, alimentées et régulées par les internautes eux-mêmes, ces fiches proposent des biographies des pionniers, des galeries photos, des documents (notamment des actes issus des registres d’état civil), des articles, des liens vers des associations de famille… Sur le mur de ces fiches, les internautes échangent, se conseillent et s’aident de façon très productive dans l’élaboration de leurs recherches généalogiques.
Le Québec, une histoire de famille dispose aussi de sa page Facebook qui propose, entre autres, une éphéméride du jour permettant aux abonnés de la page de disposer d’une petite dose d’histoire quotidienne du Québec.